# فرانسوا بنجامين غودن
فرانسوا بنجامين غودن هو سياسي كندي، ولد في 28 مارس 1828، وتوفي في 3 مارس 1888. نشط حزبياً في الحزب الليبرالي الكندي. وقد انتخب عضو مجلس العموم الكندي.